# Nicrophorus defodiens
Nicrophorus defodiens (лат.) — вид жуков-мертвоедов из подсемейства могильщиков.

## Описание

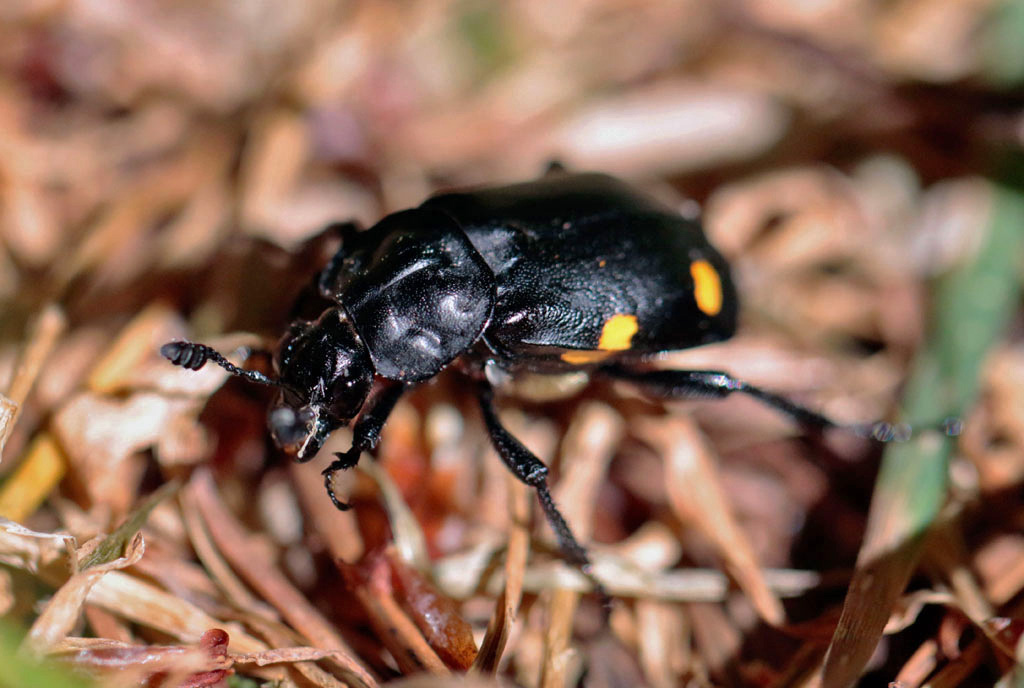

Надкрылья чёрного цвета с двумя оранжево-красными перевязями. Верхняя прервана по шву надкрылий. Нижняя представлена двумя крупными пятнами широко прервана по шву надкрылий. Рисунок на надкрыльях сильно варьирует. Размер перевязей может уменьшаться до небольших пятен.  На переднем крае наличника располагается развитая кожистая кайма жёлто-бурого цвета. Надкрылья закрывают стридуляционные кили на пятом тергите брюшка. Передние лапки опушенные, пластинчато расширенные. Булава усиков одноцветная, чёрная.

## Ареал
Вид распространен в Северной Америке на территории Канады и США.

## Биология
Типичный лесной вид. Приурочен к лесам. Жуки являются некрофагами: питаются падалью как на стадии имаго, так и на личиночной стадии. Как и другие представители рода, Nicrophorus defodiens закапывает на стадии имаго трупы мелких животных в почву и проявляют заботу о потомстве — личинках, подготавливая для них питательный субстрат. Из отложенных яиц выходят личинки с тремя парами малоразвитых ног и группами из 6 глазков с каждой стороны. Особенностью является забота о потомстве: хотя личинки способны питаться самостоятельно, жуки-«родители» растворяют пищеварительными ферментами ткани трупа, готовя для них питательный «бульон».